# منير الزعبي
منير الزعبي (23 يناير 1975 -)، مخرج سوري عاش في الكويت. اشتهر في الإخراج والتمثيل في الكويت.

## أعماله

### الإخراج

#### مساعد مخرج
- الخوف1997 - سهرة تلفزيونية،.
- باحث في الديره1999.

#### مخرج منفذ
- خطوات على الجليد 2000.
- الوحل 2000.
- صالح وطالح 2001.
- دموع شارع 2001.
- القدر المحتوم 2001.
- الحياة امرأة 2001.
- عشوق 2002.
- دموع الرجال 2003.
- ياخوي 2003.
- الدنيا لحظة 2004.
- اللقيطة 2005.
- شبابيك 2006

#### إخراج =
- كاني وماني2007.
- فوازير وراها وراها 2008
- البارونات 2008.
- المقرود 2009.
- الحب الكبير 2009.
- رصاصة رحمة 2010.
- خيوط ملونة 2010.
- أميمة في دار الأيتام 2010.
- الشعور القاتل2011.
- علمني كيف أنساك 2011.
- بوكريم برقبته سبع حريم 2011.
- امرأة تبحث عن المغفرة 2012.
- مجموعة إنسان 2012.
- حابل بنابل 2013.
- صديقات العمر 2014.
- جرح السنين 2014
- بسمة منال 2014.
- أنيسة الونيسة 2014.

```
قابل للكسر 2015
```

- حال مناير 2015.
- نوايا 2016.
- جود 2016.
- ذكريات لا تموت 2017.
- إقبال يوم أقبلت 2017.
- عبرة شارع 2018
- موضي قطعة من ذهب 2019
- أنا عندي نص 2019
- جنة هلي 2020
- ورود ملونه 2020

```
الروح والرية2021
```

- كف ودفوف 2021
- من هو ولدنا

#### المسرحيات
مسرحية الاميرة الفقيرة إخراج (الكويت)
مسرحية المهرج ممثل (سوريا)
مسرحية حكايا الملوك ممثل(سوريا)
مسرحية حرية المدينة ممثل (سوريا)
مسرحية مازال الرقص مستمرا ممثل (سوريا)
- باتمان الرجل الوطواط - مساعد مخرج.

### التمثيل
- اثنان على الطريق.
- الخوف - سهرة تلفزيونية.
- القدر المحتوم.
- شبابيك - برنامج.

## روابط خارجية
- منير الزعبي على موقع قاعدة بيانات الأفلام العربية